# Caudillo

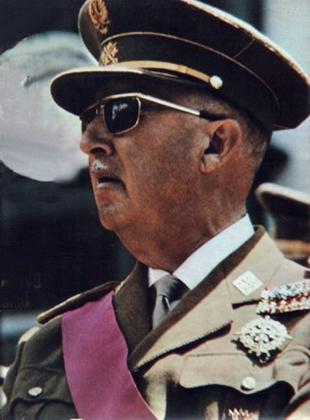
Francisco Franco antog titeln Caudillo.

Caudillo är ett spanskt ord som vanligtvis betecknar "en politisk-militär ledare för en auktoritär makt". Motsvarande ord finns även på portugisiska, caudilho. Det översätts vanligen till "hövding" eller, mer pejorativt, "diktator".
Termen "caudillo" användes förr för att beteckna karismatiska och populistiska ledare för folket. El Caudillo (ledaren) var den officiella titel som Francisco Franco bar som Spaniens statschef 1939-1975.